# Mureck
Mureck (tiếng Slovene: Cmurek) là một đô thị thuộc huyện Radkersburg thuộc bang Steiermark, nước Áo. Đô thị Mureck có diện tích 5 km², dân số thời điểm cuối năm 2005 là 1579 người.